# Bagatelle (émission de télévision)
Pour les articles homonymes, voir Bagatelle.
Bagatelle est une émission de télévision québécoise hebdomadaire pour enfants diffusée le samedi après-midi à 17 h entre le 4 juin 1973 et le 30 août 1986 à la Télévision de Radio-Canada,.
L'émission regroupait différents courts-métrages d'origines diverses. L'introduction était une animation de Frédéric Back dépeignant des cercles et des lignes.

## Exemple de contenu
Le contenu des dessins animés présentés dans l'émission varie dans le temps. 
- Les Voyages de Tortillard
- Les Merveilleuses Histoires du Professeur Kitzel
- Sourissimo
- Le Capitaine Marc Simon (en) (The Undersea Adventures of Captain Nemo)
- Bugs Bunny
- Les Aventures de Tintin, d'après Hergé
- Les Aventures de Colargol
- Bonhommet et Tilapin
- Roobarb (un chien vert et un chat rose)
- Bolek et Lolek
- Les Contes de la rue Broca
- Le Rouge et le Bleu (bonshommes en pâte a modeler)
- Chapi-Chapo
- Les Mini Prouts
- Barbapapa
- Mio Mao
- Les Aventures de Gumby
- Le tour du monde de Cantinflas (Amigo)
- Boule et Bill
- Luno l'étalon blanc
- Félix le chat (1959)
- Contes du Folklore Japonais
- Dessin-Animé Polonais
- Squiddly Diddly
- Sophie, la sorcière
- Grangallo Tirevite
- Atomas, la fourmi atomique
- Les Ours maléchés
- Pouf et Riqui
- Fred Basset
- Les aventures du chien Rex
- The fox and the Hare
- Monsieur Magoo
- Pomysłowy Wnuczek
- Professor Balthazar
- Zaczarowany ołówek
- Mihaela Si Azorel